# Legislación laboral del Perú
La legislación laboral del Perú regula las relaciones entre el empleador y los trabajadores así como la actividad de los sindicatos y la actuación del Estado especialmente en materia de la seguridad social en el Perú.
La legislación laboral peruana establece derechos y beneficios comunes para los empleados en el sector privado. Sin embargo, en algunos casos, se establecen condiciones y derechos diferentes en función de la industria (p. ej., sector agrario, minería, textil, entre otros), la ocupación o actividad (p. ej., régimen de enfermeras) o el número de empleados en la empresa (p. ej., microempresas y pequeñas empresas). En general, se le considera formal en empresas constituidas cuando se incluye en su planilla laboral la Compensación por Tiempo de Servicio (CTS), una asignación familiar para hijos menores de edad, un seguro de vida y seguridad social; en pocas palabras, cuando supera los 15.16 sueldos al año.  En 2023, solo 38 empresas alcanzaron el límite de distribución de 18 sueldos anuales.

## Regulación jurídica

### Constitución
La Constitución, como norma suprema del Estado peruano recoge una serie de preceptos de naturaleza laboral así como principios generales con aplicación en el ámbito del trabajo. Entre las disposiciones de naturaleza laboral cabe destacar: derecho de sindicación, la remuneraciones mínimas, a descanso semanal y anual remunerados. 
En la versión de 1993 se adopta la forma de negocio neoliberal, que fomenta la exportación de productos. Además, existe cierta libertad sindical que es reconocida en la carta magna, es decir, que no requiere una autorización para formar a un sindicato excepto si un juez o un policía. Además, se consagra el derecho a huelga en armonía con el interés social con ciertas restricciones.

### Legislación
En 1991, se promulgó la Ley de Fomento del Empleo, que establecía un marco legislativo para el ámbito laboral. No obstante, en 1997, la ley fue enmendada, dividiéndose en tres partes: productividad y competitividad laboral y de formación y promoción laboral. Esta legislación ha sido objeto de críticas por su presunto fomento del empleo temporal.
En el caso del sector público, bajo el régimen de la carrera administrativa (D. Legislativo n.° 276), se estableció la regla de que el concurso público garantiza la correcta elección de sus trabajadores. Esto evita el nepotismo.
En el caso de la Ley de Productividad y Competitividad Laboral (D. Legislativo n.° 728), se establece la regulación de la actividad privada. En 2015 se estableció un precedente en la contratación de servicios (caso Huatuco), en que se prevalece el concurso público. En 2018 se realizó su modificación con mejoras de redacción.
En 2008, se incorporó Decreto Legislativo n.° 1057, en que se formalizó el Contrato Administrativo de Servicios.

### Régimen
El Perú cuenta con 39 regímenes laborales, entre especiales y generales:
- Régimen general
- Régimen de la pequeña empresa
- Régimen de la microempresa
- Régimen de Construcción Civil
- Régimen minero
- Régimen agrario
- Modalidad formativa juvenil

Además del general, y aplicable en sectores varios, en 2003 se promulgó la Ley de Promoción y Formalización de Micro y Pequeña Empresa. En 2008 se actualizó el reglamento para considerar como trabajadores independientes.

## Despido
Despidos contemplados en el marco legal peruano:
- Despido Justificado
- Despido Arbitrario
- Despido Nulo o Nulidad de Despido
- Despido Incausado
- Despido Fraudulento

## Inconvenientes en el sistema laboral

### Jornada de ocho horas
En 1919 se realizó un paro nacional por iniciativa de empleadores de la fábrica El Inca. Una semana después, el Consejo de Ministros firmó el proyecto de ley que estableció la jornada laboral de ocho horas diarias.

### Trabajo forzado
En 2005 la OIT estimó que existen 20,000 personas que trabajaron a modo de servidumbre en el país.

### Contrato temporal
Hasta 1970 era posible despedirlo debido a que no se establecían plazos fijos en su labores, hasta que se establecieron la modalidad temporal-despido por decreto ley. Con la Ley de Fomento del Empleo se establecieron los contratos para obtener empleo que fuesen las modalidades tradicionales. Para 2001 se volvió en uno de los más comunes a partir de un fallo del Tribunal Constitucional. Según la Oficina de Estadística del Ministerio de Trabajo y Promoción del Empleo, con data de diciembre del 2018, seis de cada diez emplearon empiezan a laboral bajo contratos temporales.

### Descanso médico
La Ley 26790 establece el descanso médico como motivo de ausencia laboral por medio de un documento válido, lo cual la empresa cubre los primeros 20 días en descanso. No obstante, la falsificación de documentos es considerado delito y una causa válida de despido.

### Seguridad laboral
Perú contó en 2021 la cifra de 25 000 accidentes laborales, de las cuales 214 fueron mortales.
El Organismo Supervisor de la Inversión en Energía y Minería señaló que 1886 resoluciones de sanción fueron emitidos contra empresas mineras por incumplimientos a las normas de seguridad.
Perú contó con su propia ley publicada en 2011, así como el Plan Nacional de Seguridad y Salud en el Trabajo por parte del Ministerio de Trabajo y Promoción del Empleo. La Superintendencia Nacional de Fiscalización Laboral se encarga de supervizar las condiciones de seguridad.
Un informe de Buk de 2025 señaló que el 45 % de las empresas peruanas no se interesan por el bienestar de sus trabajadores.

### Informalidad
Perú cuenta con una de las economías más informales de mundo, marcada por su situación de pobreza. Según ComexPerú, en 2024, el departamento de Puno es una de las más informales del país, con un 90.2 % de sus trabajadores no formalizados. Además, según INEI, 81 % de los venezolanos que trabajan lo hacen en situaciones laborales precarias.

#### Evolución de la economía informal
|      | 2007   | 2008   | 2009   | 2010   | 2011   | 2012   | 2017   | 2020   |
| ---- | ------ | ------ | ------ | ------ | ------ | ------ | ------ | ------ |
| Perú | 79.9 % | 79.1 % | 77.2 % | 77.1 % | 75.0 % | 74.3 % | 72.5 % | 75.3 % |

En 2004, siete de cada diez pymes no estaban regularizadas. En 2006, el 60 % de la economía carecieron de origen formal.
En 2007 Lima contó con 273 400 personas en situación de empleo adecuado, mientras que en el emporio comercial de Gamarra cinco mil contribuyentes estuvieron afiliados a la Sunat en 2008. En el mismo 2008, el gobierno de Alan García decretó la formalización de cuatro millones de personas bajo la Ley de Promoción de la Competitividad, Formalización y Desarrollo de la Micro y Pequeña Empresa.
En el año 2015, la economía informal representaba el 61 % del producto bruto interno, y el 90 % de las empresas operaban en ella. En el año 2017, el 70 % de la población ocupada trabajaba en la economía informal. Según un estudio del Instituto Peruano de Economía, realizado en el año 2023, la mitad de los préstamos que se realizan en el país son informales, incluyendo la modalidad gota a gota.
A raíz de las protestas contra la delincuencia en Lima de 2024, Silvana Huanqui, profesora de la carrera de economía de la Universidad San Ignacio de Loyola, señaló que el crimen organizado estaba intimidando a las pequeñas y medianas empresas formalizadas en el país y que, a corto plazo y sin la respuesta del Estado, «ya no va a ser sostenible poder llevar a cabo sus actividades económicas».
En 2025, la Cámara de Comercio de Lima señaló que la elevada tasa de informalidad había impedido que tres millones de personas tuvieran acceso a un seguro de salud. Ese mismo año, el Ministerio de Trabajo indicó que existen 15 tipologías de trabajo informal que agrupaban a agricultores, vendedores e influencers.

### Préstamos bancarios
La Superintendencia de Banca y Seguros señaló en 2025 que casi el 50 % de los trabajadores con contrato tiene una calificación crediticia inferior a la habitual, lo que dificulta la solicitud de préstamos bancarios.

## Clasificación
Según la Confederación Sindical Internacional, Perú obtuvo una calificación de 4 en una escala de 1 a 5, en la que los países con la calificación 1 tienen la mejor protección para sus trabajadores y con la calificación 5 las peores condiciones.